# 侯礼敦
侯礼敦（英語：John Holden，1882年—1949年8月14日）是一位英国圣公会传教士，圣公会桂湘教区、华西教区主教，並擔任自華西教區分出的西川教区首任主教。

## 生平
侯礼敦出生于1882年，就读于杜伦大学，1907年接受按立，并受英国圣公会差会差遣，前往中国传教，升为会吏长。1923年他升为圣公会桂湘教区第二任主教，驻扎湖南永州。1933年侯礼敦调往四川，任圣公会华西教区第三任主教。1936年华西教区分为川东教区和川西教区，侯礼敦为川西教区主教。1938年他返回英国，在康沃尔郡的St Budock担任牧师，6年后改任特鲁罗座堂牧师。1949年8月14日去世。